# Fiume Sile da Treviso Est a San Michele Vecchio
Fiume Sile da Treviso Est a San Michele Vecchio este o arie protejată (arie specială de conservare — SAC, sit de importanță comunitară — SCI) din Italia întinsă pe o suprafață de 753 ha, integral pe uscat.

## Localizare
Centrul sitului Fiume Sile da Treviso Est a San Michele Vecchio este situat la coordonatele 45°35′21″N 12°21′15″E / 45.589217°N 12.35415°E.

## Înființare
Situl Fiume Sile da Treviso Est a San Michele Vecchio a fost declarat sit de importanță comunitară în iulie 2006 pentru a proteja 26 de specii de animale. Situl a fost protejat și ca arie specială de conservare în iulie 2018.

## Biodiversitate
Situată în ecoregiunea continentală, aria protejată conține 2 habitate naturale: Cursuri de apă de la nivel de câmpie la nivel montan, cu vegetație Ranunculion fluitantis și Callitricho-Batrachion, Liziere de ierburi înalte hidrofile de câmpie și de nivel montan până la alpin.
La baza desemnării sitului se află mai multe specii protejate:
- păsări (17): pescăruș albastru (Alcedo atthis), stârc roșu (Ardea purpurea), stârc galben (Ardeola ralloides), buhai de baltă (Botaurus stellaris), chirighiță neagră (Chlidonias niger), erete de stuf (Circus aeruginosus), erete vânăt (Circus cyaneus), egretă mică (Egretta garzetta), stârc pitic (Ixobrychus minutus), sfrâncioc roșiatic (Lanius collurio), gaia neagră (Milvus migrans), stârc de noapte (Nycticorax nycticorax), vultur pescar (Pandion haliaetus), cresteț pestriț (Porzana porzana), pițigoi-pungar (Remiz pendulinus), rață cârâitoare (Spatula querquedula), corcodel mic (Tachybaptus ruficollis)
- amfibieni (1): Rana latastei
- mamifere (2): liliac comun (Myotis myotis), liliacul mare cu potcoavă (Rhinolophus ferrumequinum)
- nevertebrate (2): Austropotamobius pallipes, croitorul mare al stejarului (Cerambyx cerdo)
- pești (3): Cobitis bilineata, Lethenteron zanandreai, Sabanejewia larvata
- reptile (1): țestoasa de baltă (Emys orbicularis)

Pe lângă speciile protejate, pe teritoriul sitului au mai fost identificate 5 specii de plante, 3 specii de mamifere, 2 specii de nevertebrate.